# 미크로테키엘라 케리
미크로테키엘라 케리(Microtheciella kerrii)는 털깃털이끼목에 속하는 이끼의 일종이다. 미크로테키엘라과(Microtheciellaceae)와 미크로테키엘라속(Microtheciella)의 유일종이다.